# Polykarbonát

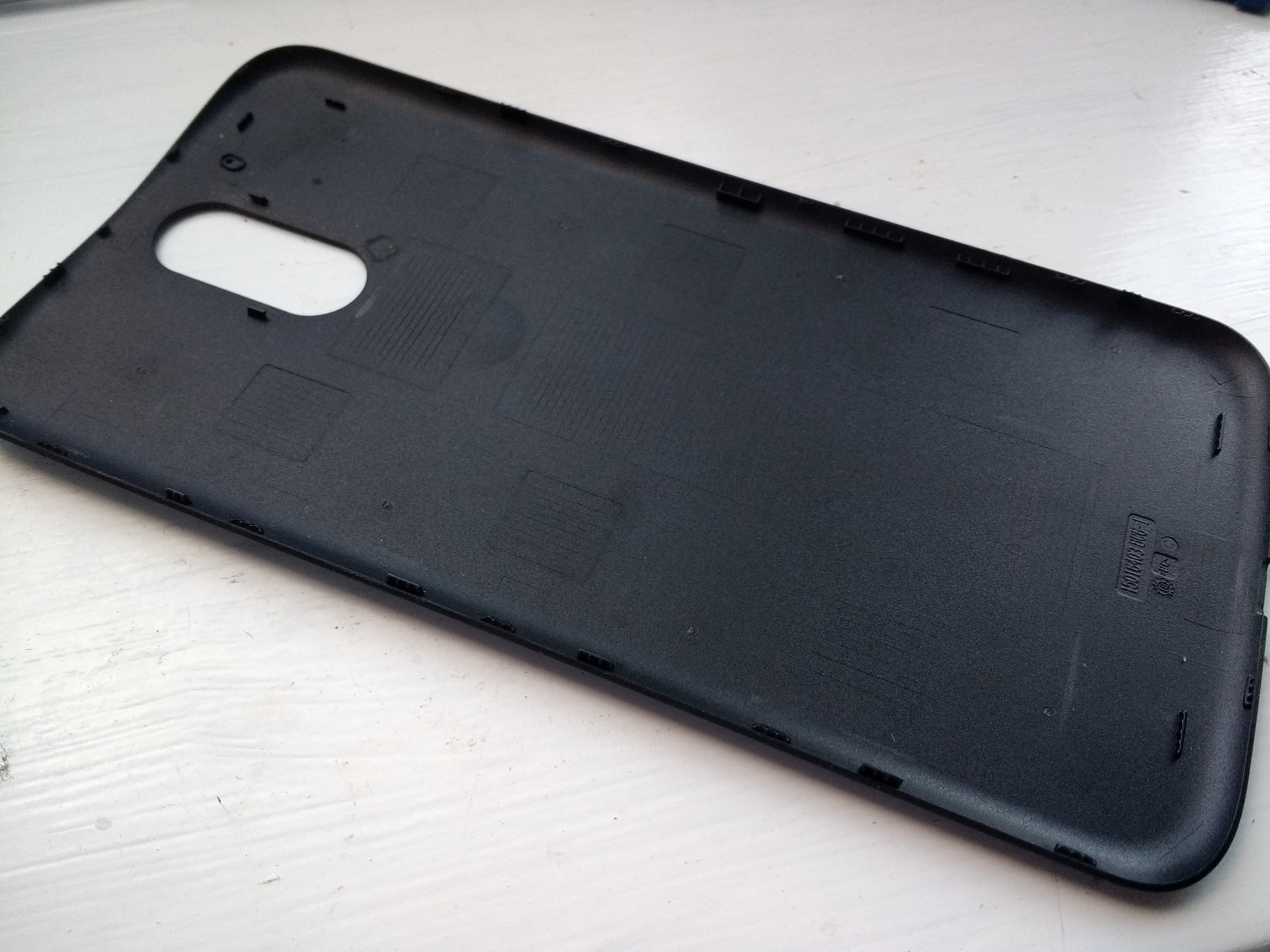
Kryt mobilního telefonu z polykarbonátu

Polykarbonáty jsou skupinou termoplastických polymerů obsahujících ve svých strukturách uhličitanové skupiny. Polykarbonáty používané ve strojírenství jsou silné, houževnaté materiály. Některé třídy jsou opticky transparentní (průhledné). Snadno se zpracovávají vstřikováním a tvarováním za tepla. Díky těmto vlastnostem mají polykarbonáty mnoho použití. Polykarbonáty nemají jednoznačný recyklační identifikační kód a jsou označeny jako „ostatní“ nebo 7.
Polykarbonát se používá např. jako materiál pro výrobu domácího i laboratorního nádobí, elektronických přístrojů, displejů, osvětlení apod. Je také základním materiálem pro výrobu kompaktních disků a plastových lahví. Rovněž skla ochranných brýlí, zejména vojenských s balistickou odolností jsou převážně vyrobena z polykarbonátu. Polykarbonátové desky se též hojně využívají ve stavebnictví. Prodává se např. pod obchodními názvy Makrolon, Lexan nebo Calibre.

## Struktura
Název polykarbonátu je dán tím, že jde o polymer obsahující uhličitanové (karbonátové) skupiny (−O− (C = O) −O−). Rovnováha užitečných vlastností, včetně teplotní odolnosti, rázové houževnatosti a optických vlastností, řadí polykarbonáty mezi široce obchodovatelné plasty a zároveň mezi technické plasty.

## Výroba
Hlavní polykarbonátový materiál se vyrábí reakcí bisfenolu A (BPA) a fosgenu COCl2. Celková reakce se dá napsat následovně:
První krok syntézy zahrnuje zpracování bisfenolu A hydroxidem sodným, který odstraní proton z hydroxylové skupiny bisfenolu A.
(HOC6H4)2CMe2 + 2 NaOH → Na2(OC6H4)2CMe2 + 2 H2O
Difenol (Na2(OC6H4)2CMe2) reaguje s fosgenem za vzniku chlorformátu, který následně reaguje s dalším fenolem. Čistá reakce z difenolu je:
Na2(OC6H4)2CMe2 + COCl2 → 1/n [OC(OC6H4)2CMe2]n + 2 NaCl
Tímto způsobem se ročně vyrábí přibližně jedna miliarda kilogramů (milion tun) polykarbonátu. Testovalo se mnoho dalších diolů místo bisfenolu A (např. 1,1-bis (4-hydroxyfenyl) cyklohexan a dihydroxybenzofenon). Cyklohexan se používá jako komonomer pro potlačení tendence krystalizace produktu odvozeného od BPA. Tetrabromobisfenol A se používá ke zvýšení požární odolnosti. Jako náhrada za BPA byl vyvinut tetramethylcyklobutandiol.
Alternativní cesta k polykarbonátům zahrnuje transesterifikaci z BPA a difenylkarbonátu :
(HOC6H4)2CMe2 + (C6H5O)2CO → 1/n [OC(OC6H4)2CMe2]n + 2 C6H5OH
Difenylkarbonát byl částečně připraven z oxidu uhelnatého, přičemž tento způsob je zelenější než fosgenová metoda.
Byla zkoumána polymerace za otevření kruhu cyklických karbonátů.

## Vlastnosti a zpracování
Polykarbonát je trvanlivý materiál. I když má vysokou odolnost proti nárazu, má nízkou odolnost proti poškrábání. Proto se na polykarbonátové brýlové čočky a polykarbonátové automobilové komponenty aplikuje tvrdý povlak. Vlastnosti polykarbonátu jsou srovnatelné s polymethylmethakrylátem, ale polykarbonát je pevnější a déle vydrží až do extrémní teploty. Polykarbonát je vysoce transparentní pro viditelné světlo a má lepší propustnost světla než mnoho druhů skla.
Polykarbonát má teplotu skelného přechodu asi 147 °C, postupně se změkčuje nad tímto bodem a teče nad asi 155 °C. Nástroje musí být udržovány při vysokých teplotách, obvykle nad 80 °C, aby se vyrobily beznapěťové a beztlakové produkty. Druhy s nízkou molekulovou hmotností se lépe formují než s vyšší, ale jejich pevnost je tím nižší. Nejtvrdší druhy mají nejvyšší molekulovou hmotnost, ale je mnohem obtížnější je zpracovat.
Na rozdíl od většiny termoplastů může polykarbonát projít velkými plastickými deformacemi bez toho, aby popraskal nebo se zlomil. Výsledkem je, že může být zpracován a vyroben při pokojové teplotě za použití plechových technik, jako je ohýbání na ohýbačce. I při ostrých úhlech s úzkým poloměrem nemusí nutně dojít k zahřátí. Díky tomu je cenný v prototypových aplikacích, kde jsou zapotřebí průhledné nebo elektricky nevodivé části, které nemohou být vyrobeny z kovového plechu. Polymethylmethakrylát, který má podobný vzhled jako polykarbonát, je křehký a nelze ho ohýbat při pokojové teplotě.
Hlavní metody přeměny pro polykarbonátové pryskyřice:
- vytlačování do trubek, tyčí a jiných profilů včetně vícevrstvých
- vytlačování na válcích (kalandrách) do plechů (0,5–20 mm) a fólií (pod 1 mm), které mohou být použity přímo nebo přetvořeny na další tvary za použití technologií tepelného tvarování nebo druhotně výrobních technik, jako je ohýbání, vrtání nebo frézování. Vzhledem ke svým chemickým vlastnostem není příznivý pro řezání laserem.
- vstřikování do hotových výrobků

Polykarbonát může zkřehnout, pokud je vystaven ionizujícímu záření nad 25 kGy (J/kg).

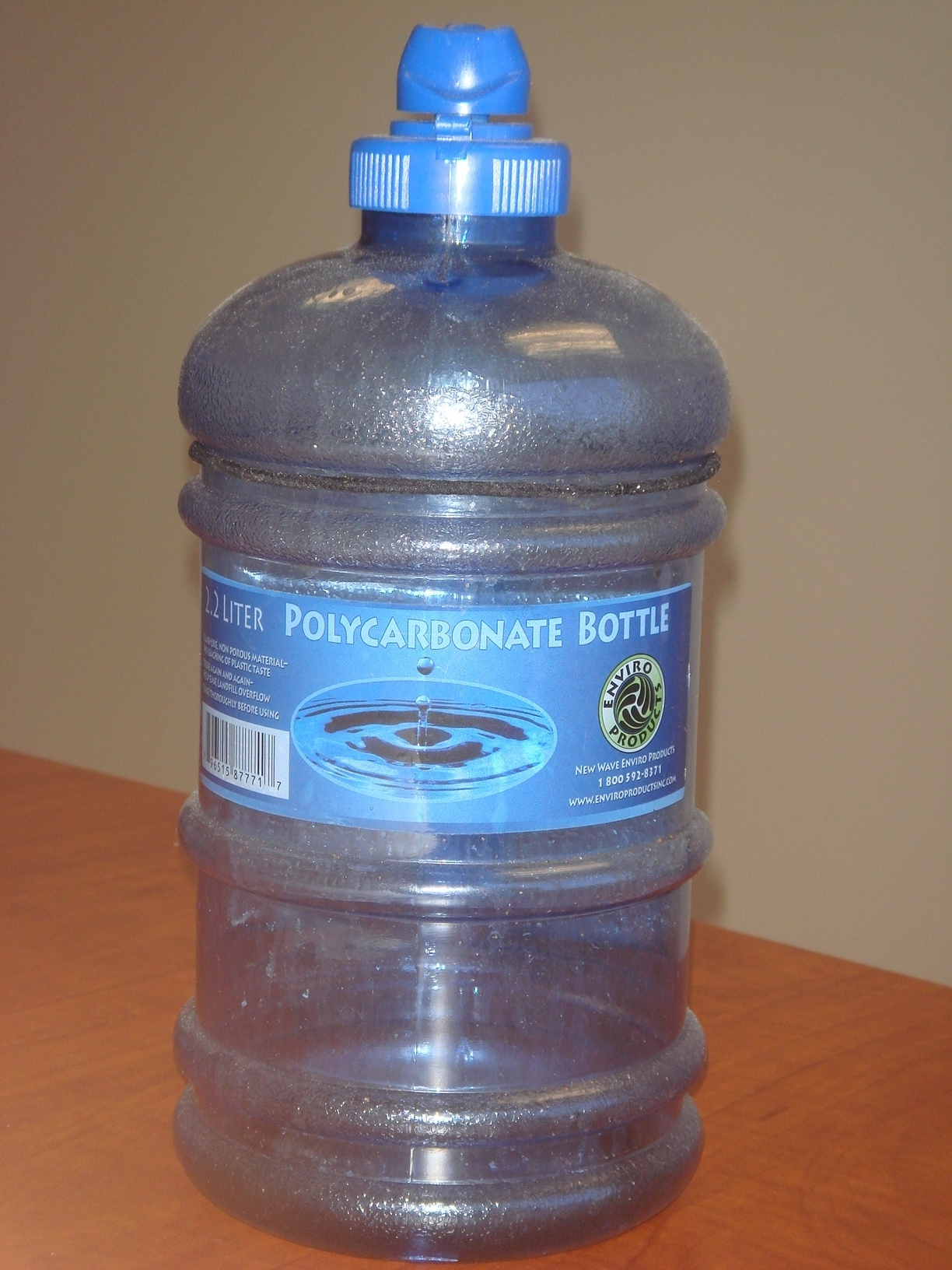
Láhev vyrobená z polykarbonátu.

## Použití

### Elektronické součástky
Polykarbonát se hlavně používá v elektronických zařízeních, které využívají jeho celkové bezpečnostní vlastnosti. Vzhledem k tomu, že je dobrým elektrickým izolátorem a má vlastnosti odolné vůči teplu a ohni, používá se v různých výrobcích elektrických a telekomunikačních zařízeních. Může také sloužit jako dielektrikum v kondenzátorech s vysokou stabilitou. Komerční výroba polykarbonátových kondenzátorů se nicméně většinou zastavila poté, co na konci roku 2000 přestal výrobce Bayer AG vyrábět kondenzátorové polykarbonátové fólie.

### Stavební materiály

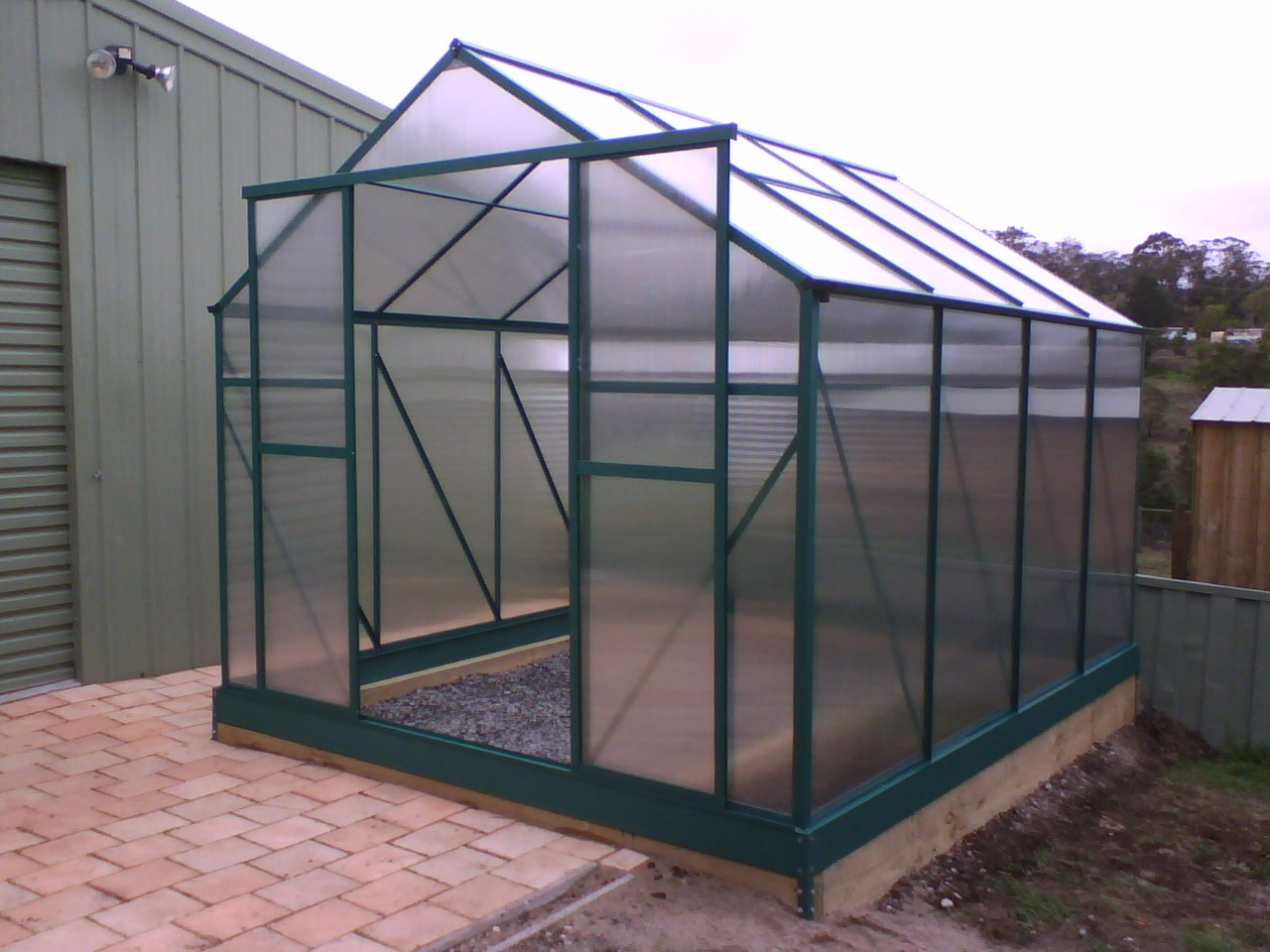
Polykarbonátové tabule ve skleníku

Druhým největším spotřebitelem polykarbonátů je stavební průmysl, např. kopulovitá světla, ploché nebo zakřivené zasklení a zvukové stěny, které všechny používají extrudovaný ploché pevné nebo vícevrstvé tabule nebo vlnité tabule.

### Ukládání dat
Hlavním použitím polykarbonátu je výroba kompaktních disků, DVD disků a Blu-ray disků. Tyto disky jsou vyrobeny vstřikováním polykarbonátu do dutých forem, které mají na jedné straně kovové pěchovadlo obsahující negativní obraz dat disku, zatímco druhá strana formy je zrcadlovitý povrch.

### Specializované použití
Polykarbonát, který je univerzálním materiálem s atraktivními zpracovatelskými a fyzikálními vlastnostmi, je lákavý pro nesčetné menší aplikace. Běžně se z něj vyrábí lahve na pití, sklenice a nádoby na potraviny, ale použití BPA při výrobě polykarbonátu vyvolalo vážné spory, což vedlo k vývoji a použití plastů bez BPA v různých přípravcích.

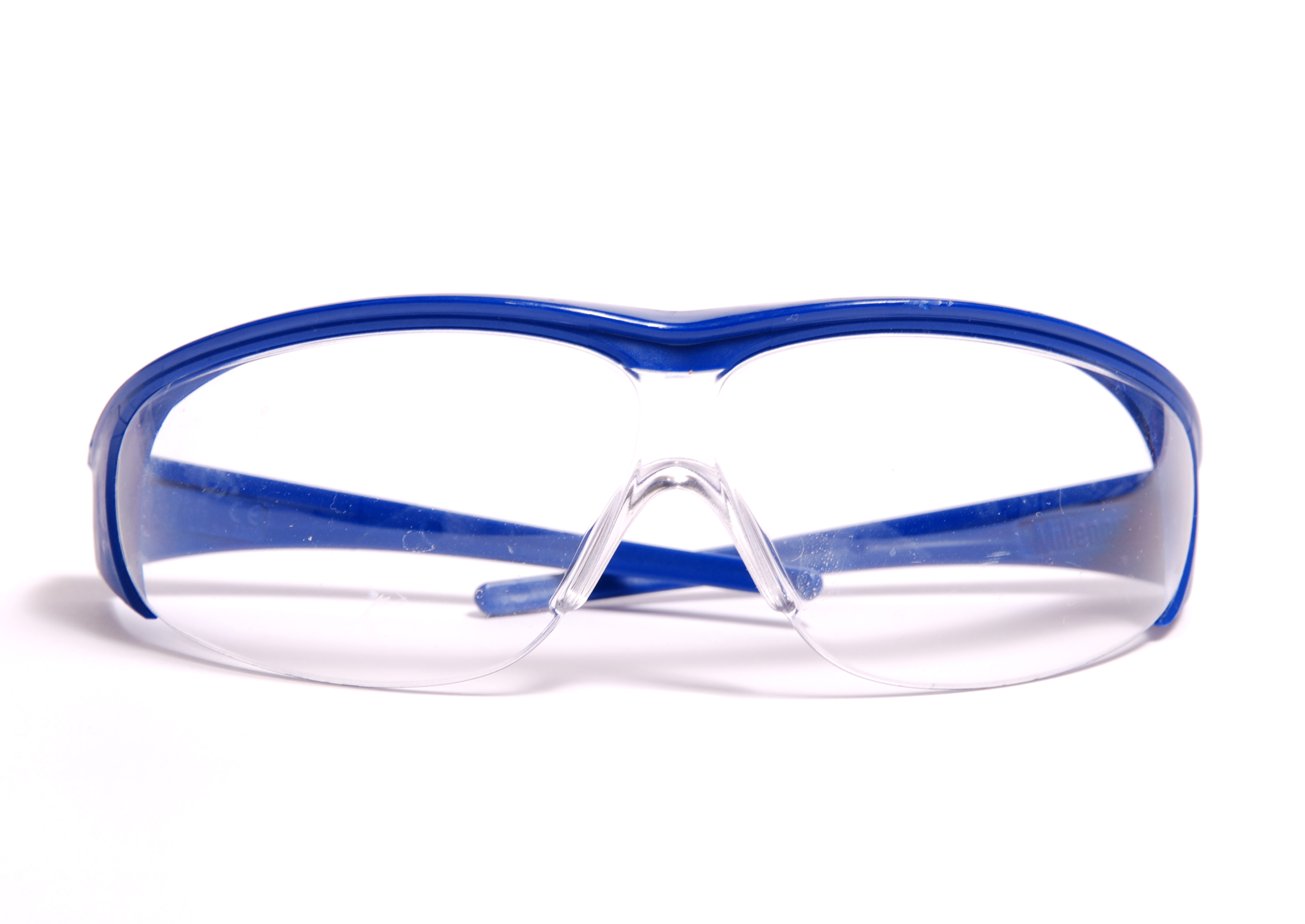
Laboratorní bezpečnostní brýle

Polykarbonát je běžně používán v ochraně očí, stejně jako v jiných aplikacích pro sledování a pro osvětlení, kde by se normálně používaly skla, kde se ale vyžaduje mnohem vyšší odolnost proti nárazům. Polykarbonátové čočky také chrání oko před UV zářením. Mnoho druhů čoček je vyrobeno z polykarbonátu, včetně čoček v automobilových světlometech, osvětlovacích čočkách, lupách/ brýlových čočkách, plaveckých brýlích a maskách na potápění a ochranných brýlích /brýlích pro 3R/ clon včetně průzorů ve sportovních helmách/ maskách a policejních zásahové výstroje (průzory helem, štíty atd.). Z polykarbonátu jsou obvykle vyrobena čelní skla malých motorových vozidlech, jako jsou motocykly, čtyřkolky, golfové vozíky a malá letadla a vrtulníky.
Typické produkty výroby fólií a filmů zahrnují aplikace v reklamě (značky, displeje, ochrana plakátů). Ale také použití jako automobilové bezpečnostní zasklení (ECE R 43).
Na rozdíl od skla má polykarbonát nízkou hmotnost, což vedlo k vývoji elektronických obrazovek pro mobilní a přenosná zařízení, ve kterých je sklo nahrazeno polykarbonátem. Mezi tyto displeje patří i novější elektronický papír a některé LCD obrazovky, ačkoli CRT obrazovky, plazmové obrazovky a další LCD technologie obecně ještě vyžadují sklo pro jeho vyšší teplotu tání a jeho schopnost leptání v jemnějších detailech.
Jak vlády více a více omezují používání skla v hospodách a klubech v důsledku zvýšeného výskytu útoků rozbitým sklem, polykarbonátové sklo je stále populárnější pro podávání alkoholu, protože je pevné, odolné a bez (pravého) skla.

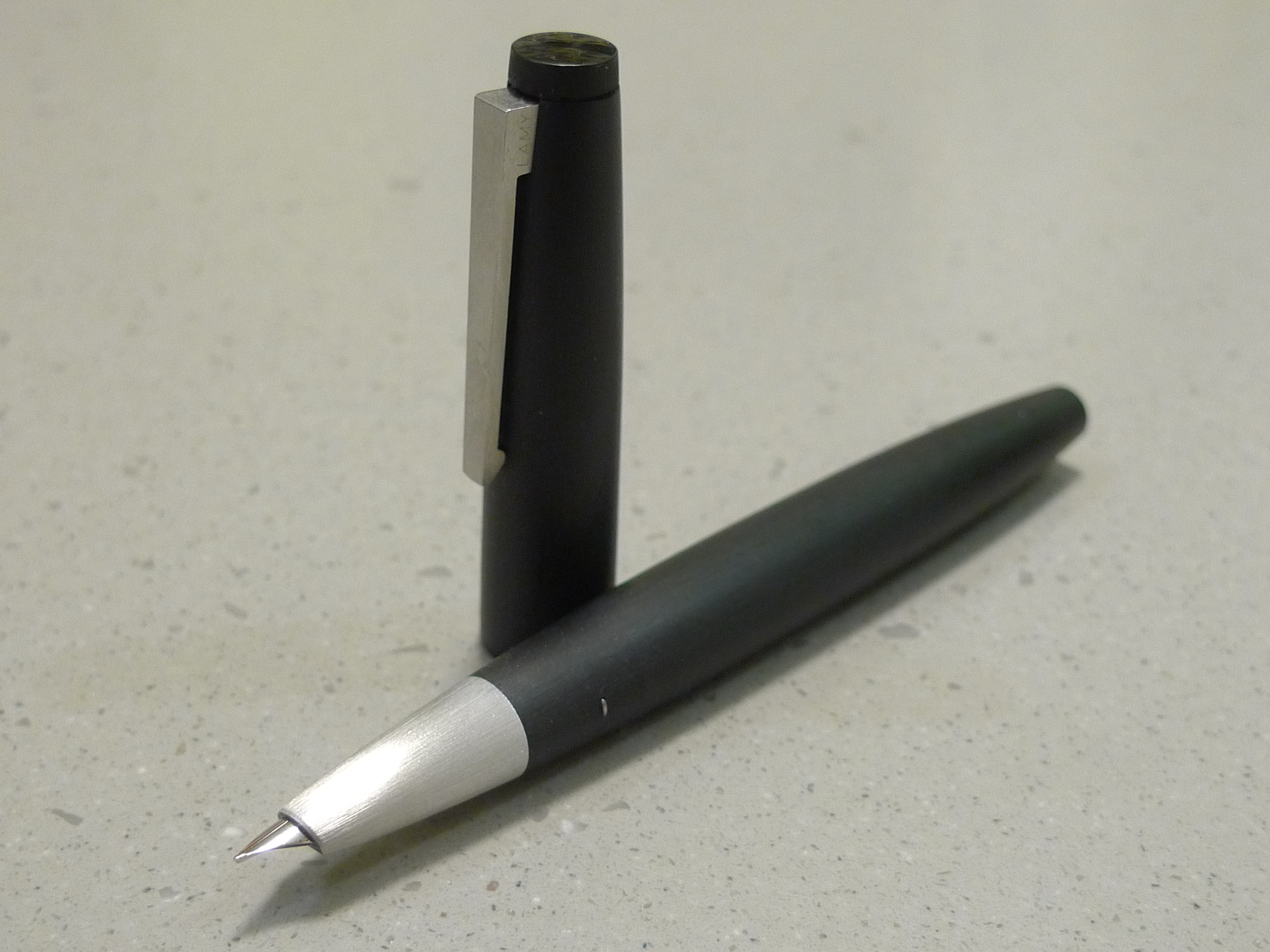
Kartáčované černé tělo „Makrolon“ a uzávěr plnicího pera Lamy 2000

Mezi další předměty patří trvanlivá a lehká zavazadla, pouzdra na MP3 / digitální audio přehrávače, okaríny, počítačové skříně, plnicí pera, ochranné policejní štíty, přístrojové panely, nádoby na svíčky a mixéry. Z polykarbanátu je vyrobeno mnoho částí hraček a kutilských zařízení, jako jsou klapky, gyroskopy a „flybar“ zámky v rádiem řízených helikoptérách nebo průhledné díly stavebnice LEGO (na neprůhledné díly se používá ABS). 
Standardní polykarbonátová pryskyřice není vhodná pro dlouhodobé vystavení UV záření. K překonání tohoto problému se do primární pryskyřice přidávají UV stabilizátory. Tyto druhy se prodávají jako polykarbonát stabilizovaný UV zářením vstřikováním a vytlačováním. Další aplikace, jako např. polykarbonátové desky, mohou mít anti-UV vrstvu přidanou jako speciální povlak nebo koextruzi pro zvýšení odolnosti proti povětrnostním vlivům.
Polykarbonát se také používá jako podklad pod tisk na štítky a další průmyslové účely pod tištěné výrobky. Polykarbonát slouží jako bariéra proti opotřebení, přírodním živlům a vyblednutí.
Polykarbonát se používá v uměleckých dílech. Americký popový umělec Roy Lichtenstein použil ve své práci polykarbonátový termoplastický film zvaný Rowlux v jeho portfoliu 10 Krajin a Moonscape.

#### Použití v lékařství
Mnoho druhů polykarbonátu se používá v lékařských aplikacích a vyhovuje normám ISO 10993-1 a USP Class VI (příležitostně označovaným jako PC-ISO). Třída VI je nejpřísnější ze šesti USP hodnocení. Tyto druhy lze sterilizovat parou při teplotě 120 °C, gama zářením nebo ethylenoxidem (EtO).  Vědecký výzkum však naznačuje možné problémy s biokompatibilitou. Společnost Dow Chemical přísně omezuje všechny plasty s ohledem na lékařské aplikace. V nedávné době vyvinuli vědci z Výzkumného střediska IBM Almaden alifatické polykarbonáty se zlepšenou biokompatibilitou a degradovatelností pro nanomedicínské aplikace.

## Historie
Polykarbonát byl poprvé připraven v roce 1898 Alfredem Einhornem, židovským vědcem pracujícím na univerzitě v Mnichově. Po 30 letech laboratorního výzkumu však byla tato třída materiálů opuštěna bez komercializace. Výzkum pokračoval v roce 1953, kdy Hermann Schnell ze společnosti Bayer v německém Uerdingenu patentoval první lineární polykarbonát. Značka „Merlon“ byla zaregistrována v roce 1955 a později se změnila na Makrolon v 80. letech 20. století.
Ve stejný rok 1953, a jeden týden po předložení patentu společností Bayer, předložil Daniel Fox ze společnosti General Electric ve Schenectady v New Yorku nezávislý patent na větvený polykarbonát. Obě společnosti podaly patenty v USA v roce 1955 a souhlasily s tím, že dřívější společnosti bude udělena licence na technologii. Jakmile byla priorita patentu vyřešena ve prospěch Bayeru, začal v roce 1958 komerční produkci pod obchodním názvem Merlon a v roce 1960 začala výroba pod názvem Lexan. Výroba Lexanu byla převzata společností SABIC v roce 2007. Pro polykarbonát LEXAN existuje mnoho použití. Jednou z nich je patentovaná výroba motocyklových přileb, které splňují celosvětové bezpečnostní normy a požadavky na tento typ bezpečnostního vybavení. Jejich systém je specifická úprava polykarbonátu, která ho činí odolným proti mlze a poškrábání.
Po roce 1970 byl původní hnědavý polykarbonátový odstín vylepšen na „čirý“.

## Potenciální nebezpečí při styku s potravinami
Sporné je použití polykarbonátových nádob pro skladování potravin. Podstatou tohoto sporu je, že při hydrolýze (degradace vodou, buď louhováním nebo při vysoké teplotě) se uvolňuje bisfenol A (BPA):
1/n [OC(OC6H4)2CMe2]n + H2O → (HOC6H4)2CMe2 + CO2
Více než 100 studií zkoumalo biologickou aktivitu bisfenolu A pocházejícího z polykarbonátu. Ukázalo se, že bisfenol A se při pokojové teplotě uvolňuje z polykarbonátových zvířecích klecí do vody a může být zodpovědný za zvětšení reprodukčních orgánů samic myší. Zvířecí klece používané ve výzkumu byly nicméně vyrobeny z průmyslového polykarbonátu, spíše než z polykarbonátu FDA vhodného pro potravinářské účely.
Zdá se, že analýza literatury o účincích louhování nízkých dávek bisfenolu A od autorů vom Saala a Hughese publikovaná v srpnu 2005 ukázala podmanivou závislost mezi zdrojem financování a vyvozeným závěrem. Studie financované průmyslem mají sklon nenacházet žádné významné účinky, zatímco studie financované vládou mají tendenci najít významné účinky.
Bělidlo chlornan sodný a další alkalické čističe vyvolávají uvolňování bisfenolu A z polykarbonátových nádob. Alkohol je jedním z doporučených organických rozpouštědel pro čištění tuků a olejů z polykarbonátu.

## Dopady na životní prostředí

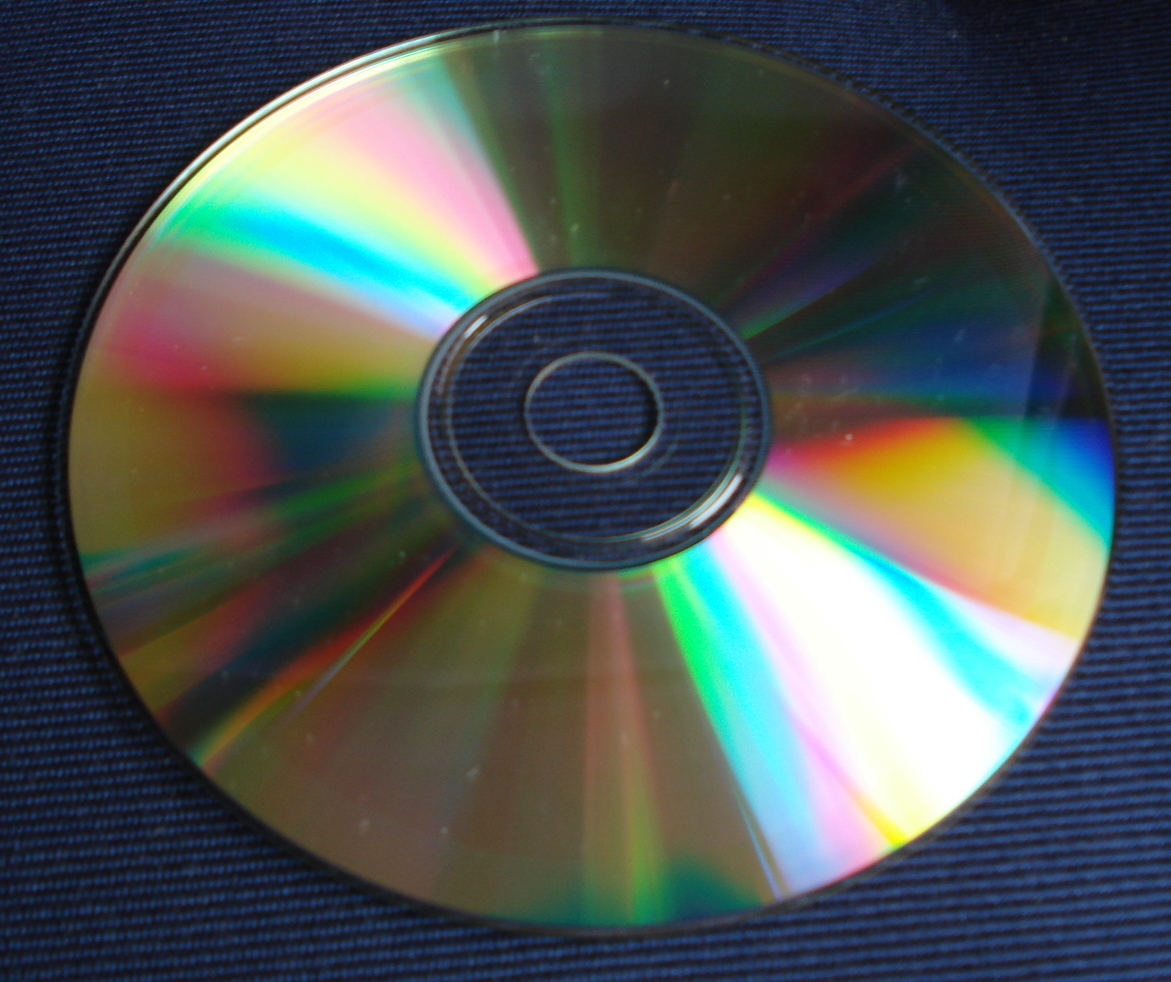
Polykarbonáty jsou často používané v DVD. Ta se na konci své životnosti musí zlikvidovat.

### Likvidace
Studie ukázaly, že při vysokých teplotách mezi 70 a 80 °C  a při vysoké vlhkosti polykarbonáty hydrolyzují na bisfenol A. Tato podmínka je podobná podmínce pozorované ve většině spaloven. Po asi 30 dnech se za těchto podmínek vytvořily povrchové krystaly. Měření ukázala, že přibližně 70 % hmotnosti povrchových krystalů tvořil bisfenol A (BPA). BPA je sloučenina, která je v současné době na soupisu potenciálních ekologicky nebezpečných chemikálií. Je na seznamu sledovaných látek zemí, jako jsou Spojené státy americké a Německo. 
−(−OC6H4)2C(CH3)2CO−)−n + H2O → (CH3)2C(C6H4OH)2 + CO2
Vyluhování BPA z polykarbonátu může také nastat při normální teplotě a normálním pH (na skládkách). Množství louhování se zvyšuje s tím, jak materiál stárne. Studie zjistila, že na skládkách (za anaerobních podmínek) následně nedochází k rozkladu tohoto BPA. Bisfenol proto bude na skládkách zůstávat či si případně najde cestu do vodních útvarů a přispěje ke znečištění vod.

### Fotooxidace polykarbonátu
Za přítomnosti ultrafialové záření oxidací tohoto polymeru vznikají sloučeniny jako ketony, fenoly, o-fenoxybenzoovou kyselina, benzylalkohol a další nenasycené sloučeniny. Ukázaly to kinetické a spektrální studie. Žlutá barva vytvořená po dlouhém vystavení slunci může také souviset s další oxidací fenolové koncové skupiny
(OC6H4)2C(CH3)2CO)n + O2, R* → (OC6H4)2C(CH3CH2)CO)n
Tento produkt může být dále oxidován za vzniku menších nenasycených sloučenin. To může probíhat dvěma různými cestami, vytvořené produkty závisí na tom, který mechanismus probíhá.
Cesta A
(OC6H4)2C(CH3CH2)CO + O2, H* → HO(OC6H4)OCO + CH3COCH2(OC6H4)OCO
Cesta B
(OC6H4)2C(CH3CH2)CO)n + O2, H* → OCO(OC6H4)CH2OH + OCO(OC6H4)COCH3
Fotooxidační reakce.

### Reakce stárnutím
Stárnutí je další způsob degradace polykarbonátů. Polyuhličitanové molekuly (například aromatický kruh) absorbují UV záření. Tato absorbovaná energie způsobuje štěpení kovalentních vazeb, které iniciují proces stárnutí. Reakce může být rozšířena oxidací postranního řetězce, oxidací kruhu nebo přesmykem foto-hranolů. Vytvořené produkty zahrnují fenylsalicylát, dihydroxybenzofenonové skupiny a hydroxydifenyletherové skupiny.
n(C16H14O3) → C16H17O3 + C13H10O3
Polykarbonát fenylsalicylát 2,2-dihydroxybenzofenon

### Tepelná degradace
Odpadní polykarbonát se rozkládá při vysokých teplotách za vzniku pevných, kapalných a plynných znečišťujících látek. Studie ukázala, že produkty obsahují hmotnostně asi 40–50 % kapaliny, 14–16 % plynů a 34–43 % zůstalo jako pevný zbytek. Kapalné produkty obsahovaly hlavně deriváty fenolu (asi 75 %) a také bisfenolu (asi 10 %). To je důležité při spalování optických datových disků.
Deriváty fenolu jsou látky znečišťující životní prostředí, klasifikované jako těkavé organické látky. Studie ukazují, že pravděpodobně usnadňují tvorbu přízemního ozonu a zvyšují fotochemický smog Ve vodních útvarech se mohou potenciálně hromadit v organismech. Jsou trvalé na skládkách, nesnadno se vypařují a zůstávají v atmosféře.

### Vliv hub
V roce 2001 bylo zjištěno, že druh houby, Geotrichum candidum, spotřebovává polykarbonát obsažený v kompaktních discích (CD).  Má tak vyhlídky na bioremediaci.